# El cas de la Hana i l'Alice
El cas de la Hana i l'Alice (花とアリス殺人事件, Hana to Arisu Satsujin Jiken) és una pel·lícula d'animació per rotoscòpia japonesa escrita i dirigida per Shunji Iwai. Va ser estrenada al Japó el 20 de febrer de 2015 i en català va sortir als cinemes el 26 d'octubre de 2017. També existeix una adaptació en manga feta per Dowman Sayman que va començar a publicar-se a la revista Yawaraka Spirits de Shogakukan el 16 de febrer de 2015. És una preqüela de la pel·lícula de 2004 Hana to Arisu.

## Argument
Alice és una alumna nova a l'institut Ishinomori del Japó. Des de la seva arribada s'estén un rumor: un alumne, de nom Judas, hauria desaparegut l'any anterior. Tot fent neteja de la classe, l'Alice descobreix una cosa estranya a sota de la seva taula. Es tracta d'un cercle ritual por sortir o entrar de l'infern.
Un dia, l'Alice torna a casa seva amb una companya de classe i, pel camí, l'amiga li diu que té por de la casa floral que es troba just al costat de la de l'Alice. En aquesta casa hi viu tancada una jove noia anomenada Hana i l'Alice es fa tot de preguntes sobre ella. L'endemà, decideix començar a investigar les causes de la desaparició de Judas i comença per anar a la casa de la Hana per saber que va passar, però ella no li respon pas. L'Alice li demana que l'ajudi amb les seves investigacions i la Hana decideix de seguir al pare d'en Judas però el perd de vista.
Com es tard i perden el tren, decideixen dormir a sobre d'un camió i s'expliquen històries. La Hana explica el que realment li va passar a en Judas: Ella mateixa li va ficar una abella a la esquena, sent ell al·lèrgic, i possiblement matant-lo per la reacció.
L'endemà al despertar-se, la Hana i l'Alice decideixen tornar a casa. En el camí de tornada, es troben amb un noi que s'assembla a en Judas i que al cridar-ho certifiquen que és ell. En Judas reconeix a la Hana i li crida "No et perdonaré mai". Tot i això, les noies son contentes d'haver-ho trobat i la Hana ja no viu reclusa.

## Doblatge
- Estudi de doblatge: Dubbing Films
- Direcció: Azucena Díaz
- Repartiment:[4]

| Personatge                | Veu catalana     | Veu japonesa    |
| ------------------------- | ---------------- | --------------- |
| Tetsuko "Alice" Arisugawa | Carme Calvell    | Yuu Aoi         |
| Hana Arai                 | Elisa Beuter     | Anne Suzuki     |
| Kayo Arisugawa            | Ana Pallejà      | Shouko Aida     |
| Mutsumi Mutsu             | Lourdes Fabrés   | Ranran Suzuki   |
| Kotaro Yuda               | Masumi Mutsuda   | Ryo Katsuji     |
| Yuki Sakaki "Fuko"        | Carla Torres     | Tae Kimura      |
| Pare de l'Alice           | Albert Roid      | Sei Hiraizumi   |
| Satomi Ogino              | Cristal Barreyro | Haru Kuroki     |
| Kenji Kuroyanagi          | Domènech Farell  | Sei Hiraizumi   |
| Tomonaga Asanaga          | Cesc Martínez    | Tomohiro Kaku   |
| Chiba                     | Jaume Aguiló     |                 |
| Tomomi Arai               | Azucena Díaz     | Midoriko Kimura |
| Companya de classe        | Carmen Ambrós    |                 |